# Ursula Fröhlich
Ursula Fröhlich (* 22. November 1915; † 29. April 1995) war eine deutsche Schauspielerin, Sängerin und Intendantin.

## Leben
Ursula Fröhlich wurde als Arzttochter geboren und verdiente während der Zeit des Nationalsozialismus ihr Geld, obwohl rassisch verfolgt, manchmal als Dienstmädchen und manchmal als Anwaltssekretärin. Von diesem geringen Einkommen bezahlte sie auch noch private Gesangsstunden. Nach 1945, als sie in der Öffentlichkeit auftreten durfte, nutzte sie jede Gelegenheit ihre Alt-Stimme bei vielen Konzerten zu Gehör zu bringen und wurde auch schnell vom Rundfunk entdeckt, so arbeitete sie zunächst beim Berliner Rundfunk und sang in verschiedenen Chören (u. a. mit dem Philharmonischen Chor Berlin).
Doch sie wollte Theater spielen und ging zur Spielzeit 1948/49 an das Theater in Plauen, wo sie ihren späteren Mann, den Schauspieler Anton Loerding kennenlernte. Mit ihm wechselte sie 1951 an das Hans Otto Theater nach Potsdam. Sie absolvierte dann eine Schauspielausbildung und studierte Theaterwissenschaften. 1959 wurde Ursula Fröhlich zur Intendantin an das Stadttheater Freiberg berufen. 1968/69 war sie Vertreterin im Bezirksbeirat für Kunst und Kulturwissenschaft in Karl-Marx-Stadt. 1969 wechselte sie ebenfalls als Intendantin an das Staatstheater Cottbus, wo sie bis 1978 beschäftigt war.
Ihre im Mai 1950 geborene Tochter Claudia Loerding ist eine bekannte Schauspielerin.

## Filmografie
- 1959: Verwirrung der Liebe
- 1959: Musterknaben

## Theater
- 1950: Johann Wolfgang von Goethe: Faust – Regie: ? (Theater Plauen)
- 1955: Eugène Scribe: Diavolo – Regie: Erhard Burckhardt (Hans Otto Theater Potsdam)
- 1964: Leoš Janáček: Jenůfa (Küsterin) – Regie: ? (Stadttheater Freiberg)
- 1965: Paul Lincke: Frau Luna (Frau Pusebach) – Regie: Ursula Fröhlich (Stadttheater Freiberg)
- 1966: Bedřich Smetana: Die verkaufte Braut – Regie: Ursula Fröhlich/Walter Eckert  (Stadttheater Freiberg)

## Auszeichnungen und Ehrungen
- 1968: Vaterländischer Verdienstorden in Bronze[2]
- Ehrenmitglied des Staatstheaters Cottbus (abgerufen am 15. März 2019).